# KSRV Njord

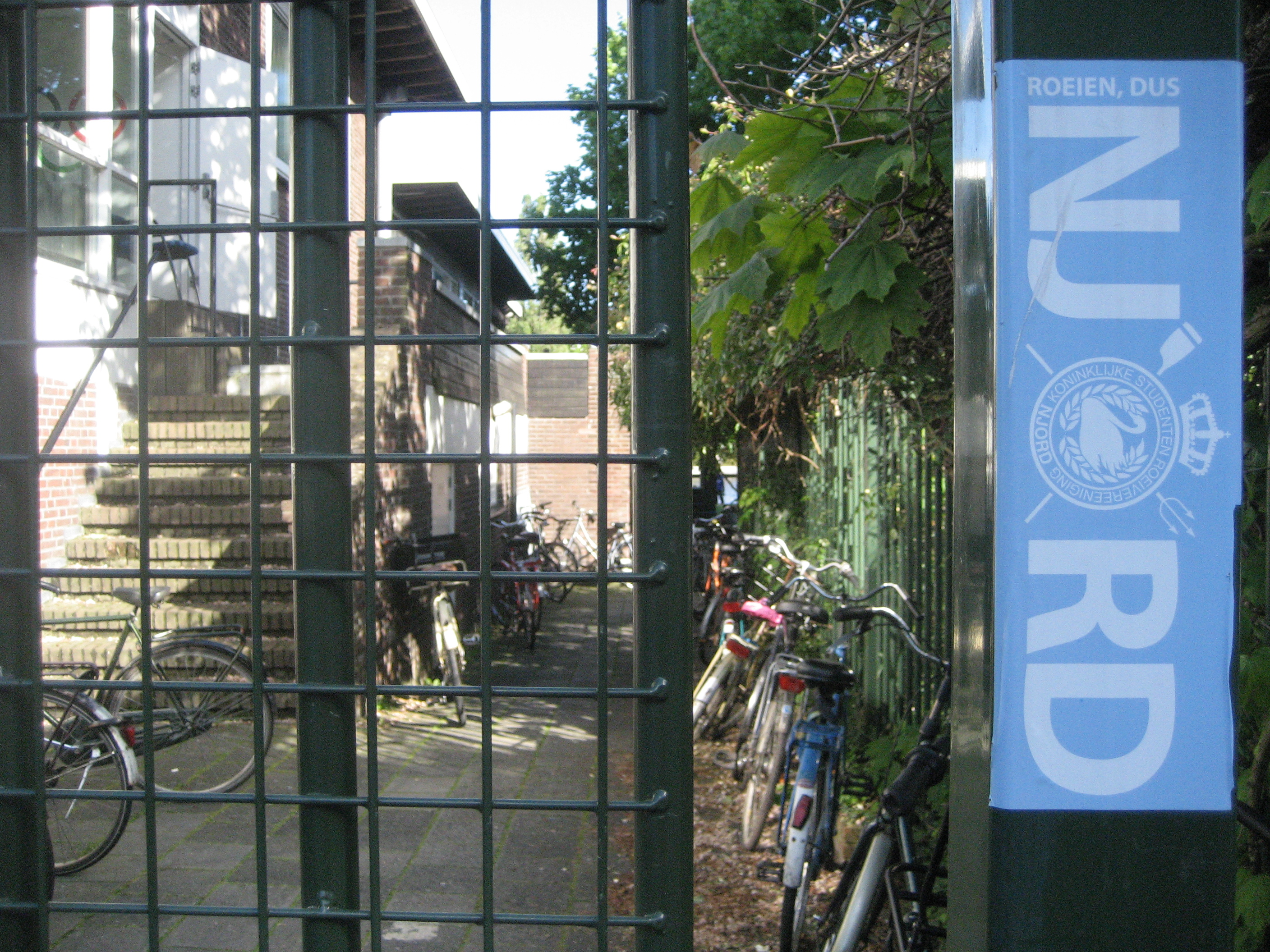
Njord (Morsweg)

De Koninklijke Studenten Roeivereeniging "Njord"  is een Nederlandse studentenroeivereniging in Leiden, subvereniging van de LSV Minerva.
Njord is opgericht in 1874 door leden van het Leidsch Studenten Corps en is de oudste studentenroeivereniging van het land. Al direct na de oprichting verleende het Koninklijk Huis zijn steun aan de vereniging: Prins Hendrik, zelf een fervent watersporter, aanvaardde reeds in 1874 het hem aangeboden beschermheerschap. Hij heeft tot aan zijn dood in 1879 steeds met belangstelling de verrichtingen van Njord gevolgd en meermalen hiervan doen blijken. Met haar honderdjarig bestaan in 1974 ontving de vereniging, wegens haar goede banden met het Koninklijk huis en de verdiensten van Njordleden in het verzet, van Koningin Juliana het predicaat "koninklijk".

## Naam, wapen, vlag en kleuren

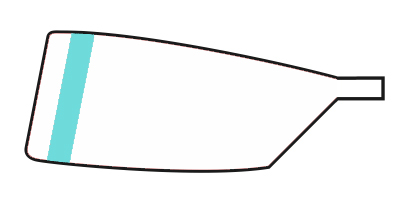
Njordblad

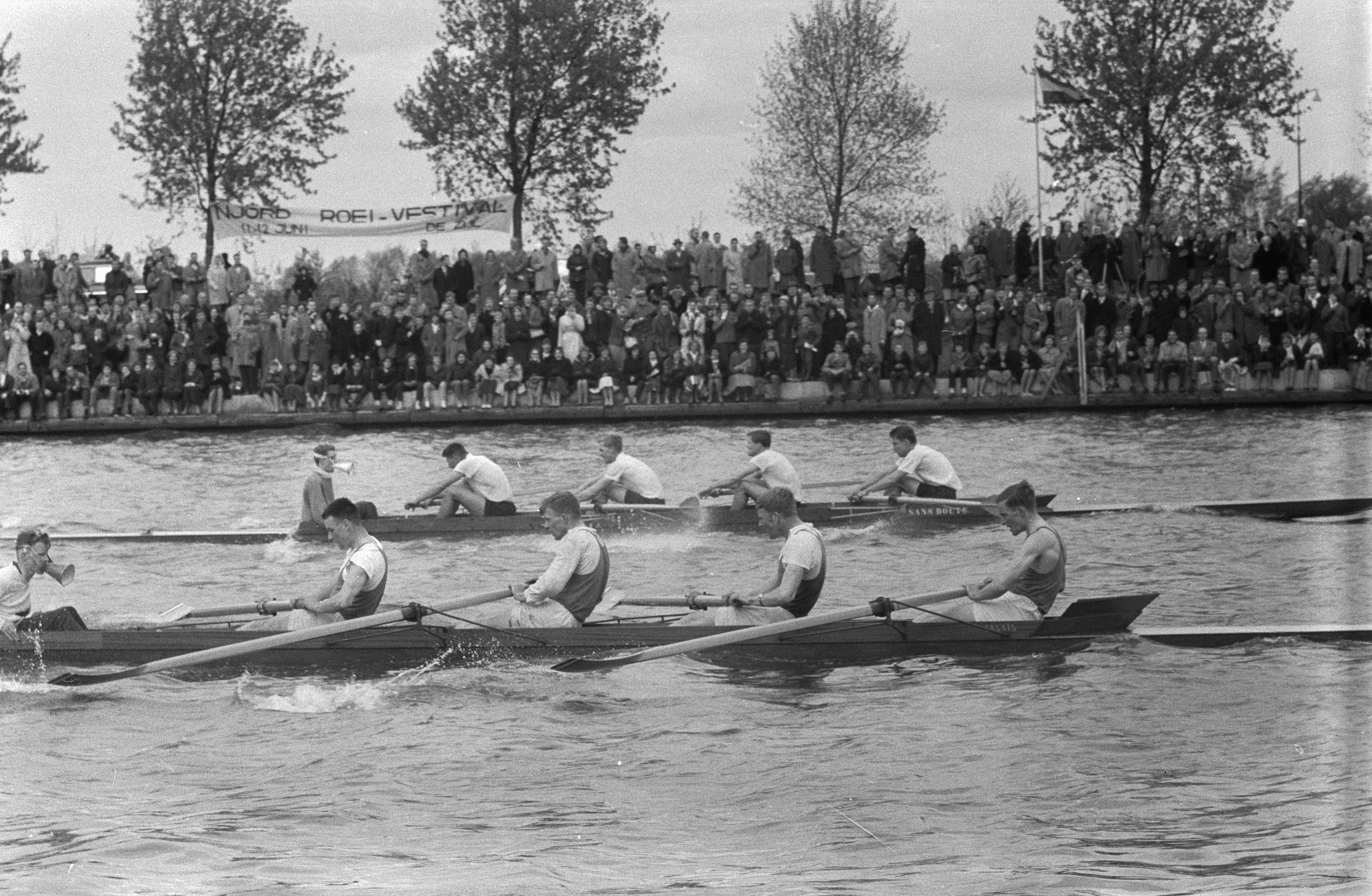
Argo en Njord delen Varsity-overwinning (1960)

Voor de eerste studentenroeivereniging in Nederland koos oprichter James Cohen Stuart een naam uit de Noordse godenwereld. Njord is de god van de wateren en staat voor vruchtbaar kustland, zeemanschap en zeilkunst.
Cohen Stuart ontwierp het wapen in de stijl van de door hem uitgekozen god. Hij koos voor de kleuren lichtblauw (water) en wit (de lucht), met linksonder en rechtsboven een zwaan. Toen de vereniging in 1974 het predicaat ‘koninklijk' kreeg, kwam er in de linkerbovenhoek een kroon bij. Njord gebruikt het wapen niet alleen als vlag, maar het staat ook in het vaandel en zelfs in de bestuursinsignes komt het terug. Het huidige embleem van de vereniging bestaat uit een combinatie van de zwaan met een lauwerkrans, met de woorden "Koninklijke Studenten Roeivereeniging Njord" in cirkelvorm eromheen, daarboven een kroon met daarachter kruisend een drietand en een roeiblad van de vereniging.
bladen van Njord zijn wit met lichtblauwe baan.

## Bekende (oud-)leden
| Bekende Nederlanders - Pieter Helbert Damsté (latinist) - Adriaan Fokker (natuurkundige) - Gijs van Hall - Erik Hazelhoff Roelfzema (verzetsstrijder) - Ernst W. de Jonge (Guus LeJeune in Soldaat van Oranje) - Marien de Jonge - Daniël Josephus Jitta - Frits Korthals Altes (VVD) - Johannes Petrus Kuenen - Frederick William Moore - Helma Neppérus (VVD) - Ivo Opstelten (VVD) - Huib du Pon - Meinoud Rost van Tonningen (NSB) - Ard van der Steur (VVD) - Bram van der Stok (The Great Escape) - Carel Struycken (filmacteur) - Morris Tabaksblat - Maxime Verhagen (CDA) - Gerard Vissering - Louis Joseph Welter, verzetsstrijder - Flip Winckel | Bekende prestaties - Stef Broenink samen met Melvin Twellaar - dubbel twee, OS Tokio 2020 (2021) zilver - Annika van der Meer (WK 2018 goud en zilver, WK 2017 goud) - Nicole Beukers (WK 2017 goud, OS 2016 zilver, WK 2015 brons) - Marie-Anne Frenken (WK 2014 goud, WK 2015 brons) - Jacobine Veenhoven (OS 2012 brons) - Jaap Schouten (WK 2007 brons, WK 2008 zilver) - Irene Eijs (OS 1996 brons) - Harald Punt (WK zilver 1974,1978,1979) - Barbara de Jong (OS 1976) - Marius Klumperbeek (OS 1960, OS 1964 brons) - Henk Wamsteker (OS 1960) - Frank Moerman (OS 1960) - Toon de Ruiter (OS 1960) - Ype Stelma (OS 1960) - Johny van Ligten (winnaar oude vier 1950, 1951, 1954; oprichter Hollandia Roeiclub) - Ernst W. de Jonge (OS 1936) - Karel Hardeman (OS 1936) - Hans van Walsem (OS 1936) - Gerrit Johan ter Poorten (1933,1934 Europese kampioenschappen; oprichter Hollandia Roeiclub - Ruurd Leegstra (OS 1900 brons) - Walter Middelberg (OS 1900 brons) - Hendrik Offerhaus (OS 1900 brons) |

## Publicaties
- Njord in de oorlog. Leiden, 2020. Geen ISBN
- Njord 1874-1999, Gedenkboek uitgegeven ter gelegenheid van het 125-jarig bestaan van de Koninklijke Studenten Roei Vereniging "Njord" op 5 juni 1999. Leiden, 2000. ISBN 90-9013453-0
- Honderd jaar Njord, 1874-1974. Gedenkboek uitgegeven ter gelegenheid van het 100-jarig bestaan van de Studenten Roeivereeniging 'Njord' op 5 juni 1974, samengest. door Helma Neppérus en Kees de Ruyter. Leiden, 1974. Geen ISBN
- Leidsche Studenten Roei-Vereeniging "Njord". Gedenkboek uitgegeven ter eere van het vijftig-jarig bestaan der vereeniging 1874-1924. Leiden, 1924